# Белозерье (Кировская область)
Белозерье — деревня в составе Мурашинского района Кировской области. 

## География
Находится на расстоянии примерно 2 километра по прямой на юг от районного центра города Мураши.

## История
Известна с 1860-х годов, когда в ней была построена деревянная Крестовоздвиженская церковь, перевезенная из села Верходворье (разобрана в 1880). В 1873 году учтено было дворов 10 и жителей 59, в 1905 4 и 10, в 1926 17 и 39, в 1950 35 и 79 соответственно, в 1989 61 житель. До 2021 года входила в Мурашинское городское поселение Мурашинского района, ныне непосредственно в составе Мурашинского района.

## Население
Постоянное население  составляло 31 человек (русские 100%) в 2002 году, 20 в 2010.